# Victor Olofsson
Victor Olofsson, född 18 juli 1995, är en svensk professionell ishockeyforward som spelar för Colorado Avalanche i National Hockey League (NHL). Han har tidigare spelat för Buffalo Sabres och Vegas Golden Knights i NHL. Olofsson valdes av Buffalo Sabres i sjunde rundan som 181:e spelare totalt vid NHL Entry Draft 2014. Han är yngre bror till ishockeyspelaren Jesper Olofsson.

## Statistik

### Klubbkarriär
| 2011–12    | Modo Hockey          | J18        | 21  | 15  | 12  | 27  | 2  | —  | — | — | —  | — |
| 2011–12    | Modo Hockey          | J18 Allsv  | 18  | 4   | 3   | 7   | 2  | 2  | 1 | 0 | 1  | 0 |
| 2012–13    | Modo Hockey          | J18        | 19  | 19  | 17  | 36  | 6  | —  | — | — | —  | — |
| 2012–13    | Modo Hockey          | J18 Allsv  | 18  | 12  | 7   | 19  | 0  | 4  | 1 | 2 | 3  | 0 |
| 2012–13    | Modo Hockey          | J20        | 7   | 2   | 3   | 5   | 0  | 6  | 0 | 1 | 1  | 0 |
| 2013–14    | Modo Hockey          | J20        | 44  | 32  | 21  | 53  | 16 | 5  | 4 | 5 | 9  | 2 |
| 2013–14    | Modo Hockey          | SHL        | 11  | 0   | 0   | 0   | 0  | —  | — | — | —  | — |
| 2014–15    | Modo Hockey          | J20        | 6   | 1   | 3   | 4   | 0  | 5  | 3 | 5 | 8  | 0 |
| 2014–15    | Modo Hockey          | SHL        | 39  | 10  | 8   | 18  | 4  | —  | — | — | —  | — |
| 2014–15    | Timrå IK             | Allsv      | 8   | 2   | 0   | 2   | 0  | —  | — | — | —  | — |
| 2015–16    | Modo Hockey          | SHL        | 49  | 14  | 15  | 29  | 6  | —  | — | — | —  | — |
| 2016–17    | Frölunda HC          | SHL        | 51  | 9   | 18  | 27  | 2  | 14 | 4 | 8 | 12 | 0 |
| 2017–18    | Frölunda HC          | SHL        | 50  | 27  | 16  | 43  | 8  | 6  | 3 | 1 | 4  | 2 |
| 2018–19    | Rochester Americans  | AHL        | 66  | 30  | 33  | 63  | 12 | 3  | 0 | 0 | 0  | 0 |
| 2018–19    | Buffalo Sabres       | NHL        | 6   | 2   | 2   | 4   | 2  | —  | — | — | —  | — |
| 2019–20    | Buffalo Sabres       | NHL        | 54  | 20  | 22  | 42  | 6  | —  | — | — | —  | — |
| 2020–21    | Buffalo Sabres       | NHL        | 56  | 13  | 19  | 32  | 6  | —  | — | — | —  | — |
| 2021–22    | Buffalo Sabres       | NHL        | 72  | 20  | 29  | 49  | 6  | —  | — | — | —  | — |
| 2022–23    | Buffalo Sabres       | NHL        | 75  | 28  | 12  | 40  | 4  | —  | — | — | —  | — |
| 2023–24    | Buffalo Sabres       | NHL        | 51  | 7   | 8   | 15  | 4  | —  | — | — | —  | — |
| 2024–25    | Vegas Golden Knights | NHL        | 56  | 15  | 14  | 29  | 16 | 9  | 2 | 2 | 4  | 0 |
| SHL totalt | SHL totalt           | SHL totalt | 200 | 60  | 57  | 117 | 20 | 20 | 7 | 9 | 16 | 2 |
| NHL totalt | NHL totalt           | NHL totalt | 370 | 105 | 106 | 211 | 44 | 9  | 2 | 2 | 4  | 0 |

### Internationellt
| År            | Lag           | Turnering     | Resultat      |    | Matcher | Mål | Assist | Poäng | Utv |
| ------------- | ------------- | ------------- | ------------- | -- | ------- | --- | ------ | ----- | --- |
| 2015          | Sverige       | JVM           | 4:a           | 7  | 0       | 1   | 1      | 0     |     |
| 2021          | Sverige       | VM            | 9:a           | 7  | 3       | 1   | 4      | 2     |     |
| 2024          | Sverige       | VM            | 3             | 9  | 1       | 3   | 4      | 0     |     |
| Junior totalt | Junior totalt | Junior totalt | Junior totalt | 7  | 0       | 1   | 1      | 0     |     |
| Senior totalt | Senior totalt | Senior totalt | Senior totalt | 16 | 4       | 4   | 8      | 2     |     |